# Bernd Zimmer
Pour les articles homonymes, voir Zimmer.
Bernd Zimmer, né le 6 novembre 1948 à Planegg, près de Munich (Allemagne), est un peintre allemand représentant des Neue Wilden.

## Biographie
Bernd Zimmer vit et travaille à Polling, dans le district de Haute-Bavière (Oberbayern) en Allemagne, à Piozzano en Italie et à Warthe (de), dans le Brandebourg.

## Bourses
- 1979 : bourse de la Fondation Karl-Schmidt-Rottluff
- 1982/1983 : bourse de la Villa Massimo, Rome

## Expositions (sélection)
- 1976 : Association d'art de Francfort, Mit, Neben, Gegen (interprétation musicale avec Conrad Schnitzler[1])
- 1977 : Berlin, Galerie am Moritzplatz
- 1978 : Berlin, music-hall SO 36, Stadtbild 3/28
- 1980 : Berlin, Haus am Waldsee, Heftige Malerei
- 1981 : Berlin, Galerie Georg Nothelfer
- 1981 : Kunstmuseum, Im Westen nichts Neues et Wir malen weiter (ensuite à Genève et Aachen)
- 1981 : New York, galerie Barbara Gladstone
- 1981 : Paris, Yvon Lambert
- 1982 : Groningue, musée de Groningue
- 1982 : Milan, Studio d'Arte Cannaviello
- 1982 : Stockholm, Kulturhuset, sensation et dureté. Nouvel art de Berlin (ensuite à Munich)
- 1983 : Los Angeles, Galerie d'art Frederick S. Wight, Université de Californie, New Figuration. Art Contemporain d'Allemagne
- 1983 : Musée d'art de Tel Aviv, nouvelle peinture allemande
- 1984 : Hanovre, société Kestner, nouvelle peinture - Berlin
- 1984 : New York, Musée d'art moderne (MOMA), Enquête internationale sur la peinture et la sculpture récentes
- 1986 : Kunstverein Braunschweig (ensuite à Ulm)
- 1986 : Taipei / Taiwan, Musée des Beaux-Arts, Art allemand 1945-1985
- 1987 : New York, MOMA, Berlinart 1961-1987 (ensuite à San Francisco)
- 1988 : Toledo (Ohio), Musée d'art de Toledo, peinture refigurée. The German Image 1960-1988 (puis à New York, Williamstown / Mass., Düsseldorf, Francfort / M. )
- 1989 : Munich, galerie municipale à la Lenbachhaus / Kunstforum Maximilianstraße
- 1990 : Darmstadt, Mathildenhoehe
- 1990 : Wuppertal, musée Von der Heydt
- 1993 : Emden, Kunsthalle Emden / Fondation Henri Nannen (ensuite à Ratisbonne, Bad Homburg, Leverkusen)
- 1997 : Leicester, Leicester Art Museum
- 1997 : Londres, Purdy / Hicks Gallery
- 1998 : Berlin, maison sur la Lützowplatz (ensuite à Mannheim, Leverkusen, Lübeck, Dresde, Rosenheim)
- 2000 : Hamm, Musée Gustav-Lübcke (ensuite à Ancône)
- 2001 : Leverkusen, Musée Morsbroich
- 2002 : Le Cap, South African National Gallery, Paysages d'un siècle
- 2003 : Karlsruhe, Centre des technologies de l'art et des médias, peinture obsessionnelle
- 2003 : Selm, château de Cappenberg
- 2004 : Bamberg, Bamberger Dom / pensionnat. Künstlerhaus Villa Concordia, Eternal Expanse
- 2004 : Stuttgart, Hospitalhof Stuttgart
- 2006 : Mannheim, Kunsthalle Mannheim
- 2008 : Koper, Galerija Contra
- 2010 : Munich, société allemande d'art chrétien
- 2011 : Berlin, Berlinische Galerie
- 2012 : Augsburg, H2 - Centre d'art contemporain à Glaspalast
- 2013 : Tønder, musée d'art
- 2013 : Beijing, parc international des industries créatives et culturelles Zhan Zhou, Infinity. Néo-expressionnisme / Art contemporain (ensuite à Beijing)
- 2014 : Passau, musée d'art moderne de Wörlen, SECOND NATURE. Peinture et couleur de gravure sur bois
- 2015 : Bernried, musée de Buchheim, GIPFELTREFFEN. Ernst Ludwig Kirchner et Bernd Zimmer
- 2015 : Wels / Thalheim, Musée Angerlehner, ALLES FLIESST
- 2016 : DOK de St. Pölten, Basse-Autriche, Bernd Zimmer
- 2018 : Cassel, Neue Galerie, Crystal World
- Munich, Galerie Thomas Modern, La vie secrète des étoiles

## Travaux dans les collections publiques (sélection)
- Fondation culturelle Altana, Bad Homburg
- Collections de peintures de l'État bavarois, Munich
- Berlinische Galerie, Berlin
- Chancellerie fédérale, Berlin
- Conseil fédéral, Berlin
- Cambridge / MA, Musée Busch-Reisinger / Musées d'art de Harvard
- Musée de Groningue, Groningue
- Musée Gustav-Lübcke, Hamm
- Musée d'État de Hesse Darmstadt
- Kunsthalle Bremen
- Kunsthalle Emden
- Kunsthalle à Mannheim
- Ludwig Forum für Internationale Kunst, Aix-la-Chapelle
- Musée d'art moderne, Vancouver
- Musée Folkwang, Essen
- Musée Morsbroich, Leverkusen
- Musée de Wiesbaden
- Chapelle de Sainte-Cène, cathédrale de Mayence
- Musée Städel, Francfort-sur-le-Main
- Galerie municipale à la Lenbachhaus à Munich
- Musée d'art municipal Spendhaus, Reutlingen
- Centre d'art et de technologie des médias, Karlsruhe
- Nouvelle galerie, Kassel

## Littérature (sélection)
- Bernd Zimmer (Ill. ), Bernhart Schwenk, Hubert Beck, Anuschka Koos, Tom Ising (éd. ): Bernd Zimmer. COSMOS. Photos 1998-2006. Richter, Düsseldorf 2006,  (ISBN 978-3-937572-65-9) .
- Georg Reinhardt (ed. ): Bernd Zimmer. Gravure sur bois. Catalogue des œuvres 1985-2000. Wienand-Verlag, Cologne 2001,  (ISBN 3-87909-756-9) .
- Hannelore Paflik-Huber (ed. ): Bernd Zimmer. Peintre. Voyage de couleur d'origine. Wienand-Verlag, Cologne 2002,  (ISBN 3-87909-791-7) .
- Walter Grasskamp : Conversations avec Bernd Zimmer. Prestel-Verlag, Munich 2008,  (ISBN 978-3-7913-4130-9) .
- Anushka Koos (ed. ): Bernd Zimmer. Images sur toile. Catalogue des œuvres 1976-2010. Hirmer-Verlag, Munich 2011,  (ISBN 978-3-7774-3511-4) .
- Anushka Koos (ed. ): Bernd Zimmer. Gravure sur bois. Catalogue des œuvres 2001-2012. Wienand-Verlag, Cologne 2013,  (ISBN 978-3-86832-144-9)
- Daniel J. Schreiber (ed. ): Réunion au sommet. Ernst Ludwig Kirchner et Bernd Zimmer., Buchheim Verlag, Bernried 2015,  (ISBN 978-3-7659-1087-6) .
- Johannes Holzmann (ed. ), Bernd Zimmer (Ill. ): Bernd Zimmer. Tout coule. Peinture. Hirmer Verlag, Munich 2015,  (ISBN 978-3-7774-2512-2) .
- Musées de la ville de Ratisbonne, Galerie d'art du pays Beutel, Reiner Meyer u.   a. (Ed. ): Bernd Zimmer. Monde de cristal . Avec des contributions de Walter Grasskamp, Bernd Küster, Nina Schleif et Gesa Wieczorek, Wienand Verlag, Cologne 2018,  (ISBN 978-3-86832-450-1)